# Young Britons' Foundation
La Young Britons' Foundation ('YBF) ; Fondation des jeunes Britanniques était un groupe de réflexion et un organisme de formation politique du parti conservateur du Royaume-Uni,. La Fondation a été officiellement lancée en juillet 2003 à l'occasion d'une conférence de la Young America's Foundation à Washington D.C et a été dissoute en 2016.
Cet organisme à but non lucratif a été présenté par son créateur (et directeur général) Donal Blaney comme étant « une madrasa conservatrice ». Son objectif affiché était d'« aider à former aujourd'hui les dirigeants et militants de centre-droit de demain » du parti conservateur anglais. Il inclut des aspects de formation mais aussi de recherche/action ; il visait notamment aussi à « importer des techniques politiques américaines au Royaume-Uni » (en particulier YBF voulait exposer ce qu'il percevait comme un parti pris de gauche dans les universités britanniques,.
Dès sa création, la fondation YBF entretient en effet des liens étroits avec les mouvements libertariens de droite, néoconservateurs et divers groupes de réflexion, fondations et lobbys conservateurs et libertariens de droite américains, représentés aux côtés du conseil d'administration de l'YBF. Cette proximité étant aussi matérialisée par des échanges et partenariats.
Elle a formé et promu divers jeunes conservateurs et « libéraux classiques », mais a eu tendance à se radicaliser.
L'YBF était à l'origine basé dans la rue londonienne commerciale de Regent Street, ce qui a amené certains conservateurs à remettre en question son financement (lequel provenait entièrement de dons privés).
Le 21 décembre 2015, le Times rapporte que Donal Blaney a démissionné de son poste de directeur général, à la suite des allégations d'irrégularité concernant l'ancien directeur de la sensibilisation du YBF, Mark Clarke. Le Times a aussi rapporté que l'YBF était susceptible de fermer ses portes. Et dès novembre 2016, le site Web de YBF ne fonctionne plus.

## Contexte
La volonté de disposer d'une école du parti conservateur, liée à d'autres partis conservateurs (européens et américain) s'inscrivait dans le mouvement dit Conservative Future (CF) : le mouvement de la jeunesse (les moins de 30 ans) du parti conservateur (pour l'Angleterre, le Pays de Galles et l'Irlande du Nord, l'Écosse disposant de son propre mouvement, indépendant, dit "Conservative Future Scotland"). Conservative Future a contribué à créer l'Union internationale des jeunes démocrates de centre-droit et le mouvement des Jeunes conservateurs européens. 

## Gouvernance

### Direction générale
Elle a toujours été assurée par Donal Blaney, ancien président national du futur conservateur.

### Présidence
Le premier président de la fondation a été Patrick Nicholls (ancien député du parti conservateur de Teignbridge, et ministre du gouvernement).
Il a été remplacé par Daniel Hannan (Député européen conservateur représentant le sud-est de l'Angleterre),.

### «Conseil consultatif»
En septembre 2010, ce «conseil consultatif» de YBF comprend un nombre important d'américains : représentants de l'Heritage Foundation (groupe de réflexion tank conservateur américain), du US Competitive Enterprise Institute et de l'American Conservative Union (une organisation de lobbying conservatrice américaine).
Il comprend également le fondateur du US Leadership Institute, le président du US Jesse Helms Center, le président de la Young America's Foundation, le cofondateur de la US Henry Jackson Society, et un ancien directeur exécutif du Collegiate Network.
Ses représentants britanniques incluent Matthew Elliott (fondateur de la UK TaxPayers' Alliance, qui jouera un rôle important dans l'avènement du Brexit, comme lobbyiste et stratège politique), mais aussi le professeur Patrick Minford, le blogueur Iain Dale (qui en démissionnera la même année) et deux conseillers locaux formant le Conseil parlementaire (voir ci-dessous).

### «Conseil parlementaire»
Il était constitué de :
- Liam Fox, également « secrétaire à la défense de l'ombre »[9] ;
- Conor Burns, qui a aussi été (jusqu'à peu de temps avant de devenir député en 2010) le vice-président de YBF[9].

### Financements
Selon Donal Blaney, la fondation est « en grande partie » financée par elle-même, pour un montant de dépense d'environ 50 000 £/an. L'origine des financements est restée en grande partie cachée mais on sait[Qui ?] que l'auteur renommé, et eurosceptique avoué, Frederick Forsyth a été l'un des mécènes de l'YBF.

### Scandale interne
Selon une enquête du journal The Guardian, la Young Britons' Foundation, tout comme le parti qu'elle sert, a une gouvernance particulièrement pyramidale, où l'argent et le réseautage ont une grande importance, au détriment de mécanismes démocratiques internes de régulation (on y trouve peu de freins et contrepoids internes contre un éventuel individu manipulateur et/ou harceler).
Un chef contrôle l'organisation du parti, nomme le président du parti et donne le ton au bureau central. S'il y a eu dans le passé des tensions entre le chef et le bureau central (par exemple quand Iain Duncan Smith était chef du parti), le parti exécute généralement la stratégie décidée par le chef, et non l'inverse. Dans ce type de structure, celui qui devient tête de turc d'un responsable hiérarchique ne trouvera pas ou peu de soutien dans l'organisation.
Dans ce contexte, un jeune conservateur ambitieux, Mark Clarke (consultant d'Unilever, âgé de 38 ans), s'est rapidement vu confier des responsabilités d'encadrement, bien que se démarquant par un style imprudent, manipulateur et intimidant. Il est devenu, selon The Guardian, si incontrôlable dans ce contexte, qu'il aurait pour au suicide le jeune activiste de 21 ans Elliott Johnson (ce dernier a dit que victime d'intimidations, il avait été contraint de se suicider, puis a été retrouvé mort sur les rails de la gare de Bedfordshire, le 15 septembre 2015). Le jeune homme a laissé par écrit des noms de membres du parti et des militants en cause, et selon sa famille d'autres jeunes militants se sont plaints d'un traitement similaire, sans réaction du parti.
En réponse Mark Clarke a été expulsé du parti conservateur à vie, et quelques heures après les révélations du Guardian, le président du parti (Grant Shapps) a démissionné de son poste de ministre. Shapps n'était cependant pas seul à contrôler le bureau central, il était assisté de son Lord vice-président Andrew Feldman (ami de longue date de David Cameron) qui avait également approuvé le projet Road Trip 2015 de Mark Clarke (projet de formation d'un groupe de campagne, visant à envoyer de jeunes militants conservateurs démarcher dans les circonscriptions, projet au centre des allégations de malveillance de Clarke). Le Parti a ensuite commandé un audit interne à un cabinet d'avocats (Clifford Chance), supervisé par Lord Feldman et Simon Day (directeur général du parti).
Puis le parti a demandé un examen externe, tout en précisant qu'aucun responsable du parti ne serait impliqué dans le processus, sauf en tant que témoin, considérant comme le précisait le site Web du Conservative Home avoir toujours respecté ses propres devoirs. In fine l'enquête externe a été réalisée par Clifford Chance (cabinet habitué à conseiller de nombreux départements de Whitehall sous ce gouvernement, avec Lord Pannick comme examinateur externe.

## Formations
En 2010, selon le journal The Guardian, « il est informellement reconnu que l'YBF est le principal fournisseur de formations destinées aux jeunes militants conservateurs ».
La même année, le président du parti conservateur Eric Pickles, le ministre de l'Intérieur de l'ombre Andrew Rosindell et le secrétaire de la Défense de l'ombre Liam Fox ont pris la parole lors du rassemblement parlementaire annuel du YBF, qui s'est tenu à la Chambre des communes. L'YBF disait alors avoir formé 2 500 militants du parti conservateur. Au moins 11 candidats parlementaires conservateurs aux élections générales de 2010 ont été délégués ou conférenciers aux cours du YBF.

### Frais de formation
Ils étaient subventionnés (hébergement et repas compris).
Seuls environ 45 £ étaient à la charge des étudiants.
La formation et les conférences étaient organisées selon la règle de Chatham House.

## Campagne
Dans les derniers jours de l'élection générale de 2010 au Royaume-Uni, plus de 500 000 tracts ont été livrés par YBF à plus de 20 groupes libdem / conservateurs du Royaume-Uni, mettant en garde contre les dangers d'un parlement suspendu.

## Partenariats et échanges avec les États-Unis
À titre d'exemple : 
- En 2008, pour l'élection présidentielle de 2008, l'YBF a envoyé une délégation de militants anglais faire campagne aux États-Unis, en faveur du candidat John McCain[18].

- En 2010, le directeur exécutif de l'YBF s'est adressé à la Conférence d'action politique conservatrice des États-Unis, "mettant en garde contre les dangers du socialisme"[19]

- En 2013 Lors des élections du Conseil communautaire de la ville de Londres, le YBF a présenté environ 20 candidats, tous contestant la Gouvernance de la City (qui fonctionne selon des règles héritées du Moyen Âge, comme un État dans l'état, avec la possibilité pour les entreprises de voter comme des citoyens)[20].

### Autres groupes et entités liés à la Young Britons' Foundation
- Young America's Foundation
- TaxPayers' Alliance
- Business for Britain
- Institut Adam Smith
- Center for Policy Studies
- Institute of Economic Affairs
- Réseau Atlas
- Réseau de Stockholm
- Règle de Chatham House

## Clôture de la Fondation
La conférence YBF de 2015 est annulée après des allégations d'irrégularité portée envers l'ancien directeur de la sensibilisation YBF Mark Clarke,.
Six ministres du Cabinet qui devaient prendre la parole à la conférence ont annulé leur présentation, invoquant des affrontements dans la presse.